# Paullinia cupana
Il guaranà o la guarana (Paullinia cupana Kunth.) è una pianta rampicante sempreverde appartenente alla famiglia delle Sapindacee, nativa della foresta amazzonica. Contiene guaranina (altro nome con il quale è nota la caffeina), che gli conferisce le sue proprietà eccitanti.

## Descrizione

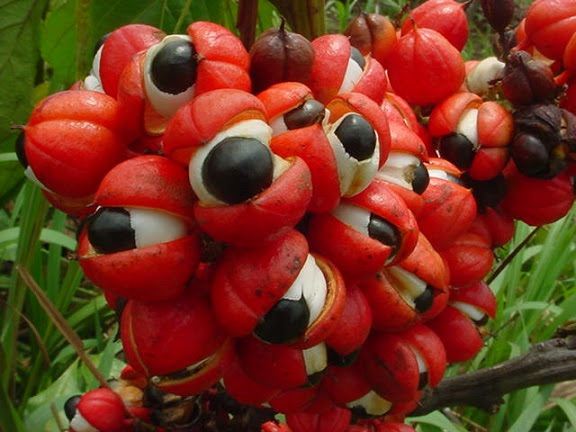
Frutti di guaranà

Allo stato spontaneo può raggiungere anche i tredici metri d‘altezza; può sia appoggiarsi ad altri alberi della foresta sia restare eretta senza sostegno. Quando però viene coltivata per sfruttamento industriale, è tenuta sotto forma di alberello o di arbusto, non più alto di due/tre metri, per facilitare la raccolta dei semi. Ha una leggera corteccia verde sui rami giovani che diventa, però, marrone sul tronco e sulle ramificazioni maggiori.
Le sue foglie sono alterne a picciolo breve; sono coriacee, di colore verde lucido sulla pagina superiore, verde opaco su quella inferiore; presentano un margine intero e nervature principali pennate. I fiori sono bianchi, brevemente peduncolati, singoli o, più spesso, raccolti in gruppi fino a quindici/venti. Il frutto è una drupa, molto consistente, con epicarpo pergamenaceo di colore rosso fuoco, mesocarpo parenchimatoso biancastro che racchiude l'endocarpo (ossia il seme) legnoso che diventa della grandezza di un pisello dopo l'essiccamento.

## Distribuzione e habitat
Il suo habitat ideale è quello della foresta amazzonica dove cresce spontaneamente lungo i fiumi. Questa pianta viene anche coltivata a scopo industriale; la sua coltivazione si concentra soprattutto nei comuni di Maués e Urucarà, situati lungo il Rio delle Amazzoni, ad est di Manaus.

## Storia e cultura
Il nome guarana deriva dal termine guaranì guara-ná, che a sua volta deriva dal warana dei Sateré Mawé.
È stata una pianta sacra per le tribù native, in particolare dei Guaranì. A causa del suo frutto, attorno a questa piccola pianta sono nate leggende e miti; secondo una di queste, Cereaporanga, una bella giovane e florida amazzone incontrò un giovane di una tribù nemica e si innamorò di lui. Le loro tribù erano purtroppo nemiche e non avrebbero compreso né acconsentito il loro amore: decisero quindi di fuggire insieme e vivere liberamente il loro amore. Durante il tragitto Cereaporanga incontrò una anaconda ferita e, nonostante il pericolo, il suo buon cuore la spinse ad aiutarla; la curò con tutto il suo affetto, ma non sapeva che questo gesto le sarebbe stato fatale.
A causa di questa sosta, la sua tribù che la stava cercando raggiunse i due: Cereaporanga, certa che il suo uomo sarebbe stato catturato e ucciso, stabilì un patto di amore e di morte; chiese al grosso serpente di stringerli, con tutta la sua forza, nel loro ultimo abbraccio. Gli indios, vedendo i due innamorati nel loro ultimo gesto, si disperarono per la morte della loro protetta. Chiesero subito aiuto alla dea della bellezza e della vita affinché almeno lo spirito della donna non li abbandonasse; così la dea, commossa dal gesto di Cereaporanga, fece nascere dai suoi occhi una pianta i cui frutti ricordano, all'aprirsi, i due splendidi occhi neri di Cereaporanga.

## Usi
Il guaranà è sempre stato considerato dagli indios come elisir di lunga vita; la sua importanza era alta in tutte le varie tribù, dato che forniva loro cibo e mezzi per curare le malattie, preparava e sosteneva l'organismo.
Il suo utilizzo era centrato soprattutto sull'effetto tonico–stimolante e veniva quindi impiegato per aumentare la resistenza fisica, per la caccia, ecc. Molte tribù di indios, però, andarono oltre a questo palese effetto e utilizzavano il guaranà anche per combattere la diarrea, per alleviare i dolori mestruali, per le malattie che indebolivano - e anche per riuscire a vedere/capire meglio le cose che ci circondano; uno scopo sicuramente legato al fatto che la pianta stessa ha gli occhi per vedere.
Venivano utilizzati esclusivamente i semi, e ogni tribù aveva il suo sistema di prepararli. Ma, in genere, i Nativi brasiliani tendono tutti alla stessa preparazione: si colgono i grappoli, scegliendo i frutti quando sono semi-aperti, che sono messi in contenitori pieni d'acqua fredda per estrarne l'epicarpo e, dopo la pulizia, sono tostati a fuoco lento nello stesso giorno della raccolta; successivamente sono pestati.

Ridotti i semi in polvere si aggiunge un po' d'acqua, continuando a pestarli fino a formare una pasta omogenea. A questa pasta le si dà una forma di «panetto» e la si porta al sole, dopo viene messa a fumigare al fuoco di rami resinosi. Questo panetto viene poi grattugiato al momento del bisogno.
Nelle preparazioni del Venezuela, invece, i semi spogliati dagli involucri vengono triturati in acqua calda, addizionati con farina di manioca, lasciati fermentare per un certo tempo ed impastati con l'acqua bollente fino ad ottenere una pasta che viene essiccata e fumigata.
Il guaranà viene molto utilizzato nell'America meridionale per la preparazione di una famosa bibita, leggermente frizzante, chiamata appunto «guaranà», simile nell'aspetto e nel gusto ai vari tipi di bibite a base di cola, che ha un sottile effetto stimolante e un sapore dolce. Per il suo uso medicamentoso lo si può trovare in compresse, in bastoncini o, meglio ancora, in polvere. Ultimamente, sul mercato europeo, si trovano in commercio anche delle caramelle e dei cioccolatini a base di guaranà.

## Composizione chimica
Composizione chimica nei semi secchi:
- Fibra vegetale 49%
- Amido 9%
- Acqua 7/8%
- Pectina, destrina, sali minerali, acido malico 7/8%
- Acido tannico* 5%
- Guaranina (caffeina) 4/5%
- Olio fisso 2/3%
- Acido piro–guaranà 2%
- Glucosio 1%
- Saponine 0,06%

## Proprietà
Non esiste evidenza scientifica su Guaranà e proprietà terapeutiche. Spesso questo genere di prodotti viene fregiato come apportatore di benessere generale; per quanto apporti soggettivamente benessere, si tenga conto del normale avviso che si dà a soggetti di una certa suscettibilità circolatoria, per le sostanze eccitanti in generale almeno al pari della caffeina, e cioè che una sufficiente ipereccitazione può dare, in soggetti sensibili, problemi circolatori anche gravi. Si suppone la presenza di 'tracce' di sostanze ancora sconosciute e neuroattive in presenza millesimale, di non conosciuta azione a livello neurologico, con spiccata azione verso l'eccitabilità.
Alcuni degli effetti indesiderati neurologici più comuni sono: agitazione, ipereccitabilità, nervosismo, insonnia, aritmie di vario genere in soggetti predisposti, ipertensione arteriosa.